# Хьюго (премия)
Пре́мия «Хью́го» (англ. Hugo Award), изначально Ежегодная премия за достижения в области научной фантастики (англ. The Annual Science Fiction Achievement Award) — англоязычная читательская литературная премия, присуждаемая ежегодно лучшим научно-фантастическим, реже — фэнтезийным произведениям, опубликованным в течение предыдущего календарного года, а также лицам за творческие достижения, связанные с этими жанрами в течение того же периода времени. Она названа в честь Хьюго Гернсбека, основателя первого в мире научно-фантастического журнала Amazing Stories, одного из «отцов» жанра научной фантастики. Премия находится в ведении Всемирного общества научной фантастики (англ. World Science Fiction Society — WSFS), сами награды присуждаются с 1953 года на Всемирном конвенте научной фантастики («Ворлдконе») по результатам голосования его зарегистрированных участников (поэтому имеет статус «читательской»). «Хьюго» считается «высшей наградой в области научной фантастики».
В настоящее время награды присуждаются в семнадцати номинациях (изначально их было семь). Победителям вручается приз, который представляет собой вертикально стоящий на основании хромированный ракетный корабль; дизайн основания меняется ежегодно, вид самой ракеты неизменен с 1984 года. Денежного поощрения победителей не предусмотрено. Начиная с 1973 года отдельно присуждалась «премия Джона В. Кэмпбелла» (с 2020 года сменила название на «Поразительное») — «самому многообещающему молодому автору года», которую мог получить автор, впервые опубликовавший в этом году свои фантастические произведения, а с 2018 года — премия «Путеводная звезда» за лучшую книгу для подростков. Эти две премии вручаются на церемонии награждения премии «Хьюго», и процесс выбора победителя схож, но формально они не относятся к премии «Хьюго».
Первое вручение наград состоялось в 1953 году на 11-м «Ворлдконе» в Филадельфии, с 1955 года вручаются ежегодно. Награды 2021 года были вручены на 79-м Всемирном конвенте научной фантастики Discon III в Вашингтоне 18 декабря 2021 года. Церемония прошлого года состоялась на 80-м «Ворлдконе» Chicon 8 в Чикаго 4 сентября 2022 года. Последняя на данный момент церемония награждения состоялась на 81-м  подобном мероприятии Chengdu Worldcon в Чэнду 21 октября 2023 года.

## Премия

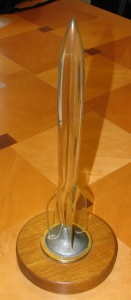
Награда 1991 года с вариативным основанием.

Всемирное общество научной фантастики (WSFS) ежегодно присуждает премию Хьюго за лучшие научно-фантастические или фэнтезийные произведения, опубликованные в течение предыдущего года, а также иные соответствующие творческие достижения прошедшего года. Хьюго считается главной наградой в области научной фантастики. Работы имеют право на получение награды, если они были опубликованы или переведены на английский язык в предыдущем календарном году. Не существует письменных правил относительно того, какие произведения считаются научной фантастикой или фэнтези, и решение о приемлемости в этом отношении остаётся за избирателями, а не за организационным комитетом. Кандидаты-финалисты (номинанты), которые включаются в шорт-лист, и окончательные победители премии «Хьюго» избираются путём поддержки или посещения участниками ежегодного Всемирного конвента научной фантастики («Ворлдкона»), центральным событием которого является церемония награждения. Процесс отбора определён в конституции WSFS как рейтинговое голосование с шестью номинантами в каждой категории, за исключением случаев равенства голосов. Награды распределяются более чем по дюжине категорий, которые включают в себя как литературные работы, так и драматические постановки.
У избирателя всегда есть возможность выбрать вариант «нет победителя» в любой категории, если он считает, что ни один из финалистов не достоин награды, или если он считает, что категория должна быть упразднена вообще. Голоса за «нет победителя» на позициях, отличных от первого места, означают, что избиратель считает, что кандидаты выше этой позиции достойны награды в этой категории, в то время как кандидаты ниже — нет.
Шесть работ, включённых в шорт-лист каждой категории, являются наиболее номинированными участниками года, без ограничения количества номинаций. За исключением 1956 года, в первые годы вручения наград не упоминались произведения, занявшие призовое место, но с 1959 года все кандидаты фиксируются. Первоначальные кандидаты выдвигаются участниками с января по март, а голосование по бюллетеням по шести финалистам проводится примерно с апреля по июль, с учётом переменчивости даты проведения «Ворлдкона». Конвенты обычно проводятся ближе к началу сентября и каждый год проходят в разных городах мира. До 2017 года финальное голосование включало пять работ в каждой категории.
Идея вручения наград на «Ворлдконах» в стиле премии «Оскар» была предложена Гарольдом Линчем на конвенте 1953 года, наименование «Хьюго» — Робертом А. Мэдлом. Сам приз был создан Джеком Макнайтом и Беном Джейсоном в 1953 году на основе дизайна, украшавшего капот Oldsmobile 88, и представляла собой оребрённую ракету из нержавеющей стали на деревянном основании. Каждый последующий приз, за исключением приза 1958 года (табличка), был аналогичен оригинальному дизайну. Вид ракеты был официально переработан в 1984 году, и с тех пор каждый год меняется только основание. Каждый комитет премии придумывает своё основание для ракеты, поэтому награды разных лет можно различить. Награды «Хьюго» 1994 года содержали фрагменты ракеты, которая действительно находилась в космосе, а награды 1992 года — фрагменты пусковой башни из космического центра Кеннеди.

### «Ретро-Хьюго»
Концепция ретроспективной премии «Хьюго», или «Ретро-Хьюго», была включена в премию «Хьюго» в 1996 году. Эти награды вручаются на «Ворлдконах», проведённых через 50, 75 или 100 лет после конвента, на котором не вручалась премия «Хьюго», как в случае с конвентами 1939—1941, 1946—1952 и 1954 годов, и присуждаются работам, которые имели бы на это право в этом году, в случае если бы были организованы награды с той же процедурой голосования, по которой проводится премия «Хьюго». В 2016 году WSFS внесла изменения в правила, разрешающие проведение «Ретро-Хьюго» за период с 1942 по 1945 год, несмотря на то, что конвент не проводился в те годы (из-за Второй мировой войны). «Ретро-Хьюго» вручаются в категориях, которые используются в настоящее время, и являются необязательными; некоторые организационные комитеты решили не присуждать их, несмотря на то, что в том году имели право. Даже за годы, в которые выдаются ретроспективные премии, не все категории получают достаточно номинаций для составления шорт-листа. Из пятнадцати лет, имеющих право на участие, награды были вручены за восемь.

## Награждение

### Правила

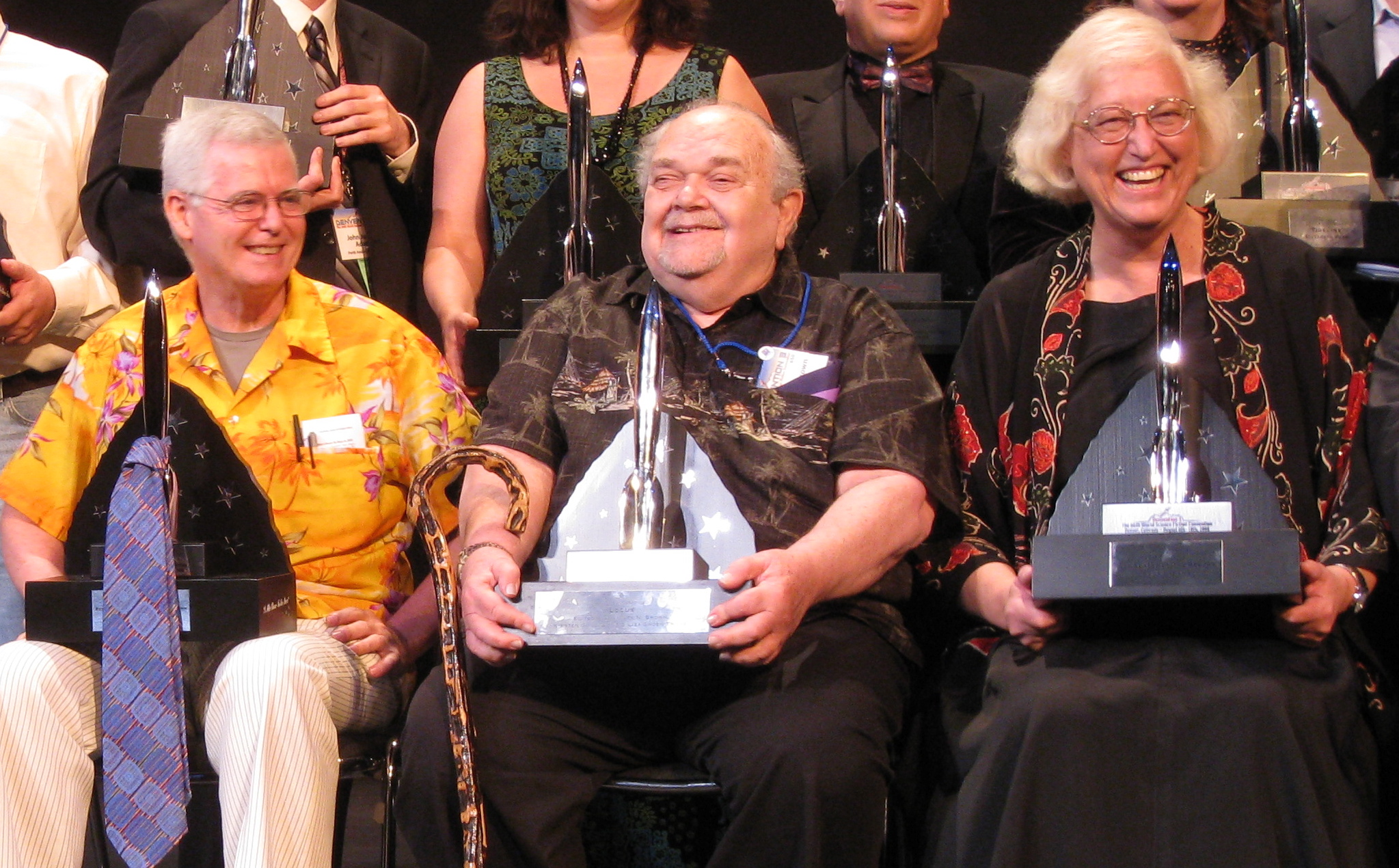
Дэвид Хартвелл, Чарльз Браун и Конни Уиллис с наградами премии «Хьюго» 2008 года

Существует три основных типа наград премии «Хьюго»:
1. Награда за отдельное произведение (например, за лучший роман или постановку), и в этом случае награда присуждается за эту конкретную работу.
2. Персональная награда за заслуги (например, лучшему художнику), в этом случае награда выдаётся за работу, которую лицо выполнило в рассматриваемом году. Работы, выполненные в других годах, не должны учитываться.
3. Награда за серию произведений (например, лучшему журналу), и в этом случае награда присуждается за каждую работу за рассматриваемый год, а не отдельный номер.

Все награды присуждаются за работы прошлого года. Отдельные произведения допускаются только в течение первого года с момента опубликования. Хотя произведение может быть доступно и раньше, моментом опубликования считается время публикации в печати, если таковая имеется, или дата, указанная в авторском праве на произведение. Год присуждения премии «Хьюго» — это год присуждения премии, а не год, когда была выпущена работа. В частности, премия «Хьюго» за 2021 год в основном рассматривала работы, созданные в 2020 году.
Премия «Хьюго» является международной, и на премию могут быть номинированы работы, представленные в рассматриваемый год на любом языке в любой стране. Однако, учитывая, что большинство избирателей победителя являются англоязычными, работы впервые представлены на других языках могут рассматриваться в год, когда был впервые представлен их перевод на английский. Аналогично с местом первого выпуска произведения, если это не Соединённые Штаты, тогда может рассматриваться их первый выпуск в США.
Если работа состоит из нескольких частей, образующих целостный сюжет, каждая часть может быть номинирована на премию в соответствующем году. Все работы могут быть номинированы на премию через год после выхода последней части. Если одна часть работы получила награду сама по себе, то вся работа не должна рассматриваться в качестве номинанта на премию.
Работы, опубликованные в цифровой форме, рассматриваются так же, как печатные или другие работы. Нет требования об обязательной публикации произведения на бумаге (в случае литературы) или на определённом носителе (для постановок), или требования к способу распространения (книжные магазины, кинотеатры и т. д.). Публикация произведения в Интернете считается такой же, как показ фильма в кинотеатре или появление книги в книжном магазине. Также не имеет значения, была ли работа опубликована в известном издательстве или была опубликована автором самостоятельно.
Хотя награда присуждается участниками Всемирного конвента научной фантастики, работы в жанрах фэнтези и фантастики ужасов также могут быть рассмотрены.

### Правила голосования

#### Выдвижение номинантов
Каждый участник голосования может предложить (проголосовать) до пяти различных кандидатов в каждой из категорий. Когда все избиратели определились со своими кандидатами, администратор суммирует общее количество голосов за каждую работу/человека, и пять кандидатов с наибольшим количеством предложений становятся номинантами на премию «Хьюго». Шесть работ/людей с наибольшим количеством баллов проходят в финальное голосование и считаются финалистами премии «Хьюго».
Полная информация о номинациях не разглашается до окончания финального голосования. Это делается для того, чтобы номера кандидатов не влияли на избирателей при окончательном голосовании. После завершения финального голосования будет опубликован список 15 лучших работ/людей вместе с количеством номинаций, которые они получили.
Каждый номинант имеет право отказаться, и перед окончательным голосованием администрация премии проводит собеседование с потенциальными номинантами. Если номинант отказывается от участия в голосовании за премию (по какой-либо причине), то его кандидатура снимается, и его место занимает следующий кандидат, набравший наибольшее количество голосов (если это возможно по правилам).

#### Заключительный этап голосования
Итоговое голосование проводится в соответствии с правилами рейтингового голосования. Каждый участник голосования должен составить рейтинг номинантов в каждой из категорий, то есть поставить на первое место того номинанта, который, по мнению участника, должен победить, на второе — второго по значимости и т. д. но вводить в рейтинг всех номинантов необязательно, хотя это желательно. Ознакомление с работами-номинантами или работами номинированных людей не является обязательным для возможности голосования за них.
Существует также вариант «нет победителя». Участник может поставить этот вариант первым, если он считает, что ни один из номинантов не достоин награды, или эта категория должна быть отменена. Этот вариант в другом месте означает, что номинанты выше этого варианта заслуживают приза, а те, кто ниже, — нет. Но в некоторых случаях порядок кандидатов в соответствии с опцией может повлиять на результаты голосования. Этот вариант рассматривается как один из кандидатов в подсчётах.
- После первого тура голосования. Все недействительные бюллетени удаляются, а количество первых мест в рейтинге для каждого номинанта засчитывается в действительных бюллетенях. Если кто-то (или вариант «нет победителя») наберёт более 50 % первых мест в рейтинге, то этот номинант становится возможным победителем. В противном случае, необходимо вычеркнуть наименее популярного номинанта.
- Исключение и второй тур голосования. Если победитель не определён, номинант, набравший наименьшее количество голосов, исключается, а из бюллетеней, в которых он был на первом месте, берутся голоса за второе место (если это возможно) и добавляются к имеющимся голосам за оставшихся номинантов. Опция «нет победителя» также может быть исключена (что очень часто и случается). Если после этого определённый номинант получил более 50 % голосов, он побеждает (после теста на легитимность), если этого не происходит, исключается кто-то ещё.
- Такие раунды продолжаются до тех пор, пока номинант не наберёт более 50 % голосов, порой до тех пор, пока их не останется двое. В этом случае у одного из них обязательно должно быть больше 50 %, или у обоих поровну. В последнем случае есть два победителя.
- Последняя проверка перед определением победителя известен как «Тест на отсутствие победителя» (англ. No Award Test). Действительные бюллетени делятся на три группы: в которых позиция «нет победителя» расположена над потенциальным победителем, в которых потенциальный победитель выше, чем данная позиция, и в которых ни «нет победителя», ни предполагаемый победитель не включены в рейтинг. Получив три стопки, подсчитываются голоса в стопке «Предполагаемый победитель выше стопки „нет победителя“» и голоса в стопке «„Нет победителя“ выше потенциального победителя». Если количество голосов с предполагаемым победителем, занявшим более высокое место, больше, то результат подтверждается. Если стопка с более высоким числом «нет победителя» больше, то награда в категории в этом году не присуждается.

В результате таких подсчётов можно практически однозначно определить позицию всех номинантов в рейтинге. В начале основания премии все бюллетени пересчитывались вручную, но позже для подсчёта была написана компьютерная программа. Эта программа также предоставляет разнообразную статистику голосования.

## История

### 1950-е
Первые награды премии «Хьюго» были вручены в семи номинациях на 11-м Всемирном конвенте научной фантастики, проходившем в Филадельфии в 1953 году. Тогда такое чествование не расценивалось как постоянное ежегодное мероприятие, скорее как особое событие, хотя организаторы надеялись, что церемонии награждения будут иметь место и на последующих конвентах. В то время «Ворлдконы» разных лет проводились как независимые друг от друга мероприятия и регулировались разными комитетами, поэтому каждый конвент мог иметь собственные правила на этот счёт.
Всемирный конвент научной фантастики 1954 года решил не проводить церемонию награждения, однако в следующем году награды были восстановлены и с 1955 года премия стала ежегодным мероприятием. Первоначально она носила название «Ежегодная премия за достижения в области научной фантастики» (англ. Annual Science Fiction Achievement Award), а «Хьюго» было популярным неофициальным прозвищем, которое с 1958 года получило статус официального альтернативного названия. В 1991 году Hugo Award было закреплено как официальное название премии.
В течение первых нескольких лет премия «Хьюго» не имела опубликованных правил и присуждалась за работы, опубликованные в «предыдущем году», предшествовавшему «Ворлдкону», сроки которого не были определены, но обычно охватывали период между конвентами, а не календарные годы. В 1959 году, хотя официальных руководящих положений, регулирующих награждение, ещё не существовало, были введены несколько правил, которые впоследствии стали традиционными. В частности, был введён бюллетень для вынесения номинантов в начале года и отдельный бюллетень для голосования за финалистов, а также было уточнено, что приниматься могут работы предыдущего календарного года (то есть с 1 января по 31 декабря). Также для избирателей появилась возможность проголосовать за вариант «нет победителя» (англ. No Award) в случае, если ни одна из номинированных работ не была сочтена заслуживающей награды. В том году позиция «нет победителя» одержала победу в двух номинациях: за лучшую постановку и лучшему начинающему автору. Изменение условий дополнительно вызвало отдельное правило, запрещающее выдвижение работ, которые были номинированы на награды 1958 года, поскольку два временных отрезка накладывались друг на друга.

### 1960-е
В 1961 году было образовано Всемирное общество научной фантастики (WSFS) с целью контроля за комитетами каждого конвента, а в конституции WSFS были установлены формальные правила, определяющие вручение наград как одну из обязанностей организационного комитета каждого «Ворлдкона». Также с тех пор только участники мероприятия могли голосовать за номинантов, хотя выдвигать их мог любой желающий (с 1963 года круг лиц, имеющих это право, ограничился участниками конвента текущего или предыдущего года). Также были утверждены категории, в которых присуждались награды, которые могли быть изменены только на заседаниях WSFS. Ими стали: «лучший роман», «лучшая малая форма» (помимо рассказа, включала повести), «лучшая постановка», «лучший профессиональный журнал», «лучший профессиональный художник» и (фэнзин). 1963 стал вторым годом, в котором вариант «нет победителя» одержал победу, опять же в номинации за лучшую постановку.
В 1963 году в руководящие принципы были внесены изменения, позволяющие комитетам конвентов добавлять собственные специальные категории (не более двух), вручение наград в которых не требовалось повторять в последующие годы. Затем их количество было снижено до одной. Не многие из этих специальных категорий продержались более года.
В 1967 году были добавлены следующие основные категории: «лучшая короткая повесть», «лучший автор-любитель» и «лучший художник-любитель». В следующем году была добавлена номинация за лучшую повесть, а также было определено количество слов, квалифицирующих категорию произведения, что ранее оставалось на усмотрение избирателей. Непрофессиональные (любительские) награды изначально предназначались для вручения отдельно от самой премии (таким образом, награда за «лучший любительский журнал» потеряла бы свой статус), но оргкомитет конвента вместо этого решил преобразовать их все в обычные награды премии «Хьюго».

### 1970-е
В 1971 году было утверждено количество номинантов на награду в каждой категории: их стало пятеро (если иное не предусматривалось правилами). В 1973 году номинация лучшему профессиональному журналу была заменена на категорию «лучший профессиональный редактор» в целях признания «растущей важности оригинальных антологий».
После этого года правила награждения были снова изменены, чтобы исключить список обязательных наград, которые должны были быть вручены, и вместо этого позволить каждому конвенту выбирать до десяти категорий, хотя ожидалось, что они будут аналогичны тем, которые присуждались в предыдущие годы. Несмотря на это изменение, новые категории не добавлялись, а существующие не упразднялись до того, как в 1977 году правила снова изменились и вернулись к старой системе закрытого списка категорий. И в 1971, и в 1977 году в третий и четвёртый раз были зафиксированы победы позиции «нет победителя» в категории «лучшая драматическая постановка», затем это обстоятельство не повторится ни в одной категории до 2015 года. 

### 1980-е
В 1980 году была добавлена номинация за лучшую нехудожественную книгу (позже за лучшую книгу о фантастике), а в 1984 году была введена категория «лучший полупрофессиональный журнал» (семипрозин). В 1983 году писатель Чарльз Платт побудил членов Церкви саентологии единым блоком выдвинуть на премию произведение «Поле битвы — Земля», написанное основателем организации Л. Роном Хаббардом, в номинации за лучший роман. Несмотря на это, кандидатура не попала в финальный список номинантов. В 1987 году последовала ещё одна кампания по выдвижению «Во мраке бытия» Хаббарда; роман прошёл в финальное голосование, но награду взял «Голос тех, кого нет» Орсона Скотта Карда. 1989 год ознаменовался тем, что работа The Guardsman Тодда Гамильтона и П. Дж. Биза была снята авторами с финального голосования после того как выяснилось, что фанат купил множество абонементов под вымышленными именами, отправленных в один и тот же день, чтобы включить работу в итоговый перечень номинантов.

### 1990-е
В 1990 году была вручена награда в специальной категории «лучшая оригинальная художественная работа» («лучшее оформление книги»), впоследствии закреплённая в качестве основной; была лишена статуса в 1996 году и в дальнейшем не появлялась. Также начиная с 1996 года на «Ворлдконе» появилась так называемая премия «Ретро-Хьюго» (англ. Retro Hugos), которая присуждается спустя 50, 75 и 100 лет при условии, что произведение ранее не было награждено.

### 2000-е
Ещё одна специальная награда «Хьюго» за лучший веб-сайт присуждалась дважды в 2002 и 2005 годах, но никогда не устанавливалась в качестве постоянной номинации. В 2003 году категория «лучшая постановка» была разделена на две (малая форма и крупная форма), в 2007 году аналогично поделили категорию «лучший профессиональный редактор». В 2009 году была добавлена номинация за лучшую графическую историю.

### 2010-е
В 2012 году была добавлена номинация за лучшую любительскую постановку.
В 2015 году каждая из двух группировок писателей-фантастов, Rabid Puppies («Неистовые щенки») и Sad Puppies («Грустные щенки»), выступающих против расового, этнического и гендерного разнообразия в научной фантастике, выдвинула одинаковый список кандидатов по предлагаемым номинациям, которым удалось возглавить шорт-листы в большинстве категорий. Кампания Sad Puppies проводилась в течение двух лет до этого в меньших масштабах и с ограниченным успехом. Лидеры кампаний охарактеризовали представленные ими списки как реакцию на «нишевых, академических, откровенно [левых]» номинантов и на то, что «Хьюго» стала «наградой позитивной дискриминации», в которой предпочтение отдаётся женщинам и небелым авторам и персонажам. В ответ пять номинантов отказались от своего выдвижения до и, впервые, двое после публикации голосования. Многократная обладательница премии Конни Уиллис отказалась вручать награды. The Guardian охарактеризовали данный кандидатов как «правое крыло»,"организованную обратную реакцию", а The A.V. Club как «группу белых парней», и связали его со спором вокруг Gamergate. Многократный обладатель премии «Хьюго» Сэмюэл Дилэни охарактеризовал кампании как ответ на «социально-экономические» изменения, такие как усиление авторитета авторов из числа меньшинств и, следовательно, «экономического веса». В пяти категориях, где списки кандидатов полностью состояли из авторов и редакторов, одобренных «Щенками», голосующие выбирали позицию «нет победителя», чтобы не отдавать предпочтения ни одному номинанту, предложенному активистами. Две кампании были повторены в 2016 году с некоторыми изменениями, и список Rabid Puppies снова доминировал в шорт-листах в нескольких категориях, со всеми пятью номинантами в категориях «лучшая книга о фантастике», «лучшая графическая история», «лучший профессиональный художник» и «лучшая любительская постановка».
В ответ на эти кампании в 2015 году был принят и ратифицирован в 2016 году набор новых правил под названием «E Pluribus Hugo», который изменил процесс выдвижения кандидатов. Предназначенные для того, чтобы организованные группы меньшинств не могли доминировать над каждой позицией финалиста в категории, новые правила определяют систему голосования, в которой номинанты выбывают один за другим, причём каждый голос за исключённую работу затем распределяется по номинированным ими работам, не прошедшим отбор, пока не останется только окончательный шорт-лист. Эти правила были впервые применены в 2017 году. Также было отменено правило, согласно которому окончательные кандидаты должны фигурировать не менее чем в пяти процентах бюллетеней, чтобы гарантировать, что все категории могут достигать полного набора кандидатов, даже если первоначальный набор работ был очень большим. Каждый номинант ограничен пятью работами в каждой категории, но окончательное голосование было изменено до шести в каждой; кроме того, не более двух произведений данного автора или группы или из одного и того же драматического сериала могут быть в одной категории при финальном голосовании.
В 2018 году была запущена новейшая постоянная категория «лучший цикл книг»; за год до этого она была вручена в качестве специальной награды «Хьюго», прежде чем была утверждена на деловой встрече. Ещё одна специальная награда за лучшую иллюстрированную книгу была вручена в 2019 году, но не стала постоянной номинацией. 

### 2020-е
На церемонии Hugo Awards 2021 была вручена специальная награда для видеоигр в категории «лучшая компьютерная игра» из-за их популярности во время пандемии COVID-19.
После вручения «Хьюго» 2023 года на Worldcon-2023 в Китае произошёл скандал: выяснилось, что жюри тайно вычеркнуло из списка номинантов книги авторов, которые, по его мнению, могли вызвать раздражение у китайских властей. Когда это стало известно, руководитель оргкомитета «Хьюго» Джеймс Маккарти ушёл в отставку, а некоторые из победителей отказались от своих наград.

## Номинации

### Текущие постоянные категории
| Название категории                                        | Английское название                                   | Год появления | Описание |
| --------------------------------------------------------- | ----------------------------------------------------- | ------------- | --- |
| Лучший роман                                              | Best Novel                                            | 1953          | Художественные литературные произведения размером более 40,000 слов |
| Лучшая повесть                                            | Best Novella                                          | 1968          | Художественные литературные произведения размером от 17,500 до 40,000 слов                                                                                                |
| Лучшая короткая повесть                                   | Best Novellette                                       | 1955          | Художественные литературные произведения размером от 7,500 до 17,500 слов                                                                                                 |
| Лучший рассказ                                            | Best Short Story                                      | 1955          | Художественные литературные произведения размером до 7,500 слов |
| Лучшая книга о фантастике                                 | Best Related Book                                     | 1980          | Нехудожественные произведения о фантастике (биографии, артбуки, истории создания фильмов и прочее). До 1998 года номинация называлась «Лучшая нехудожественная книга».    |
| Лучшая графическая история                                | Best Graphic Story                                    | 2009          | Художественная история, рассказанная в графической форме (комикс, графический роман или веб-комикс).                                                                      |
| Лучшая постановка (в двух категориях: длинной и короткой) | Best Dramatic Presentation (Long Form and Short Form) | 1958 (2003)   | Драматические постановки любого типа, которые после 2002 года начали награждаться в зависимости от продолжительности (больше или менее 90 минут).                         |
| Лучший профессиональный редактор (в двух категориях)      | Best Editor (Long Form and Short Form)                | 1973 (2007)   | Редактор, в прошлом году редактировавший не менее четырёх произведений; в 2007 году была разделена на две категории: лучший редактор романов и лучший редактор антологий. |
| Лучший профессиональный художник                          | Best Professional Artist                              | 1955          | Лучшему художнику-профессионалу. |
| Лучший полупрофессиональный журнал (семипрозин)           | Best Semiprozine                                      | 1984          | Журнал, имеющий минимум четыре выпуска, а также либо оплачивающий публикацию произведений в нём, либо распространяемый на оплачиваемой основе.                            |
| Лучший любительский журнал (фэнзин)                       | Best Fanzine                                          | 1955          | Любительский журнал, имеющий минимум четыре выпуска. |
| Лучшая любительская постановка                            | Best Fancast                                          | 2012          | Любительский видео- или аудио-подкаст, имеющий минимум четыре выпуска. |
| Лучший автор-любитель                                     | Best Fan Writer                                       | 1967          | Писатель-любитель, произведения которого не издавались в профессиональном журнале.                                                                                        |
| Лучший художник-любитель                                  | Best Fan Artist                                       | 1967          | Художник любитель, работы которого публикуются в профессиональных журналах, но данные работы не должны рассматриваться при вручении премии.                               |
| Лучший цикл книг                                          | Best Series                                           | 2017          | Произведения, включающие не менее трёх частей общим объёмом не менее 240 000 слов. Части могут быть любой длины, то есть не обязательно должны быть романами.             |

### Бывшие постоянные категории
| Название категории                                                  | Английское название        | Годы вручения   | Описание |
| ------------------------------------------------------------------- | -------------------------- | --------------- | --- |
| Лучший профессиональный журнал                                      | Best Professional Magazine | 1953—1972       | |
| Короткая форма                                                      | Short Fiction              | 1960—1966       | Произведения, по объёму короче романа. Эта категория, как правило, считается той же наградой, что и «Лучший рассказ» (см. победителей там), но в неё также входят произведения размером в повести и короткие повести. |
| Лучшая оригинальная художественная работа (Лучшее оформление книги) | Best Original Art Work     | 1990, 1992—1996 | |

### Бывшие категории, присуждаемые отдельными «Ворлдконами»
| Название категории                          | Английское название          | Год вручения | Победители                                                                             |
| ------------------------------------------- | ---------------------------- | ------------ | -------------------------------------------------------------------------------------- |
| Лучший художник (обложка)                   | Best Cover Artist            | 1953         | Ханнес Бок Эд Эмшвиллер                                                                |
| Лучший художник (иллюстрации)               | Best Interior Illustrator    | 1953         | Вёрджил Финлэй                                                                         |
| Выдающиеся достижения в популяризации науки | Excellence in Fact Articles  | 1953         | Вилли Лей                                                                              |
| Лучший начинающий автор или художник        | Best New SF Author or Artist | 1953         | Филип Фармер                                                                           |
| Лучший любитель фантастики                  | #1 Fan Personality           | 1953         | Форрест Дж. Экерман                                                                    |
| Лучший писатель-журналист                   | Best Feature Writer          | 1956         | Вилли Лей                                                                              |
| Лучший рецензент                            | Best Book Reviewer           | 1956         | Деймон Найт                                                                            |
| Самый многообещающий автор                  | Most Promising New Author    | 1956         | Роберт Силверберг                                                                      |
| Выдающийся фанат                            | Outstanding Actifan          | 1958         | Уолт Уиллис                                                                            |
| Лучший начинающий автор                     | Best New Author              | 1959         | не вручалась                                                                           |
| Лучший издатель                             | Best SF Book Publisher       | 1964, 1965   | Ace Books (1964) и Ballantine Books (1965)                                             |
| Лучший цикл всех времён                     | Best All-Time Series         | 1966         | Айзек Азимов «Основание»                                                               |
| Иные формы                                  | Other Forms                  | 1988         | Алан Мур «Хранители» (графический роман)                                               |
| Лучший веб-сайт                             | Best Web Site                | 2002, 2005   | Locus Online [www.locusmag.com] (2002) и Sci Fiction [www.scifi.com/scifiction] (2005) |
| Лучшая иллюстрированная книга               | Best Art Book                | 2019         | Чарльз Весс за полное иллюстрированное издание цикла Урсулы Ле Гуин о «Земноморье»     |
| Лучшая компьютерная игра                    | Best Video Game              | 2021         | Hades                                                                                  |

Комитеты конвентов также могут вручать специальные награды во время церемонии «Хьюго», по которым не проводится голосование. В отличие от дополнительных наград премии, эти награды официально не являются Hugo Awards и не используют тот же приз при награждении, хотя когда-то так делали. Две дополнительные награды, премия «Поразительное» лучшему новому писателю-фантасту и премия «Путеводная звезда» за книгу для подростков, вручаются на церемонии вручения премии Хьюго и выбираются по тому же процессу, но формально не являются премией «Хьюго».

## Признание
Премия «Хьюго» высоко ценится критиками. Los Angeles Times назвала её «одной из самых высоких наград, присуждаемых в области научной фантастики и фэнтези», утверждение поддержал Wired, заявив, что это «главная награда в жанре научной фантастики». Джастин Ларбалестьер в The Battle of the Sexes in Science Fiction (2002) назвала премию «самой известной и самой престижной из наград в области научной фантастики», а Джо Уолтон в An Informal History of the Hugos написал, что это «несомненно, главная награда в области научной фантастики». The Guardian также признала её «прекрасной витриной спекулятивной фантастики», а также «одной из самых почтенных, демократичных и международных премий» в области научной фантастики «из существующих». Джеймс Ганн в The New Encyclopedia of Science Fiction (1988) повторил заявление The Guardian о демократическом характере премии, заявив, что «из-за широкого электората» «Хьюго» были наградами, наиболее представляющими «читательскую популярность». Камила Бэкон-Смит в Science Fiction Culture (2000) сказала, что в то время в окончательном голосовании голосовало менее 1000 человек; однако она считала, что это репрезентативная выборка читательской аудитории в целом, учитывая количество романов-победителей, которые переиздаются десятилетиями или становятся известными за пределами жанра научной фантастики, таких как «Человек без лица» или «Левая рука Тьмы». В 2014 году было подано более 1900 заявок на выдвижение номинантов, и в последнем голосовании приняли участие более 3500 избирателей, в то время как в 1964 году было подано 274 голоса. В 2019 году было подано 1800 бюллетеней для выдвижения кандидатов и 3097 голосов, что было описано как меньше, чем в 2014—2017 годах, но больше, чем за любой предыдущий год.
Брайан Олдисс в своей книге «Пикник на триллион лет» утверждал, что премия «Хьюго» была барометром читательской популярности, а не художественных достоинств; он противопоставляет её премии «Небьюла», присуждаемой жюри, которая обеспечивает «более литературное суждение», хотя отмечал, что победители двух наград часто пересекались.
Официальный логотип премии «Хьюго» часто размещается на обложках книг-победителей в качестве рекламного инструмента. Гаан Уилсон в First World Fantasy Awards (1977) утверждал, что упоминание о том, что книга получила премию Хьюго на обложке, «доказано» увеличивает продажи, хотя Орсон Скотт Кард отметил в книге 1990 года How to Write Science Fiction & Fantasy, что награда оказывает большее влияние на продажи за рубежом, чем в Соединённых Штатах. Спайдер Робинсон в 1992 году заявил, что издатели очень заинтересованы в авторах, получивших премию «Хьюго», больше, чем в других наградах, таких как премия «Небьюла». Литературный агент Ричард Кертис сказал в своей книге 1996 года Mastering the Business of Writing, что наличие словосочетания «Премия Хьюго» на обложке, даже в качестве номинанта, было «мощным стимулом» для поклонников научной фантастики купить роман, в то время как Джо Уолтон утверждала в 2011 году, что «Хьюго» — единственная награда в области научной фантастики, «которая действительно влияет на продажи книги».
Также было выпущено несколько антологий коротких историй, получивших премию «Хьюго». Цикл The Hugo Winners под редакцией Айзека Азимова был начат в 1962 году как сборник рассказов, победивших до предыдущего года, и завершился пятым томом в 1982 году. The New Hugo Winners, первоначально редактированный Азимовым, позже Конни Уиллис и, наконец, Грегори Бенфордом, состоит из четырёх томов, в которых собраны истории с 1983 по 1994 год. Самая последняя антология — The Hugo Award Showcase (2010) под редакцией Мэри Робинетт Коваль содержит большинство рассказов, коротких повестей и повестей, номинированных на премию 2009 года.